# J-Tull Dot Com
J-Tull Dot Com is een album van de Britse progressieve-rockband Jethro Tull, uitgebracht in 1999.

## Geschiedenis
Ze waren de eerste muzikanten die een album naar hun website noemden. Een paar weken later werd Marillion in verlegenheid gebracht toen hun nieuwe album Marillion.com bleek te heten, wat dus niet origineel meer was.
Bandleider Ian Anderson bracht met dit album weer een typisch Jethro Tull-album, met krachtige nummers, leunend op de zwevende gitaar van Martin Barre.
Naast de prominente fluitsolo's speelt deze ook regelmatig melodieus op de achtergrond. Het gebruik van elementen uit de oosterse muziek, die een zo ander geluid creëren, maakt dat er voor westerse oren soms ongebruikelijke atmosferen ontstaan. Desondanks blijft dit album herkenbaar als Jethro Tull-album.

## Nummers
1. Spiral
2. Dot Com
3. AWOL
4. Nothing @ All
5. Wicked Windows
6. Hunt by Numbers
7. Hot Mango Flush
8. El Niño
9. Black Mamba
10. Mango Surprise
11. Bends Like a Willow
12. Far Alaska
13. The Dog-Ear Years
14. A Gift of Roses

Er is ook nog een nummer getiteld "It All Trickles Down", dat niet op dit album staat, maar wel bij deze opnamesessie hoort. Het staat op een UK-single van gelimiteerde oplage (5000 stuks), Bends Like a Willow.

## Bezetting
- Ian Anderson (dwarsfluit, akoestische gitaar, basuri, bouzouki, zang)
- Martin Barre (elektrische gitaar, akoestische gitaar)
- Andrew Giddings (hammondorgel, piano, accordeon, chromatisch keyboard, qwerty-keyboard)
- Jonathan Noyce (basgitaar)
- Doane Perry (drums)

Gastmuzikant:
- Najma Akhtar (zang)